# Mammillaria prolifera
Mammillaria prolifera (укр. Мамілярія пагононесуча, мамілярія проліфера) — сукулентна рослина з роду мамілярія (Mammillaria) родини кактусових (Cactaceae).

## Історія

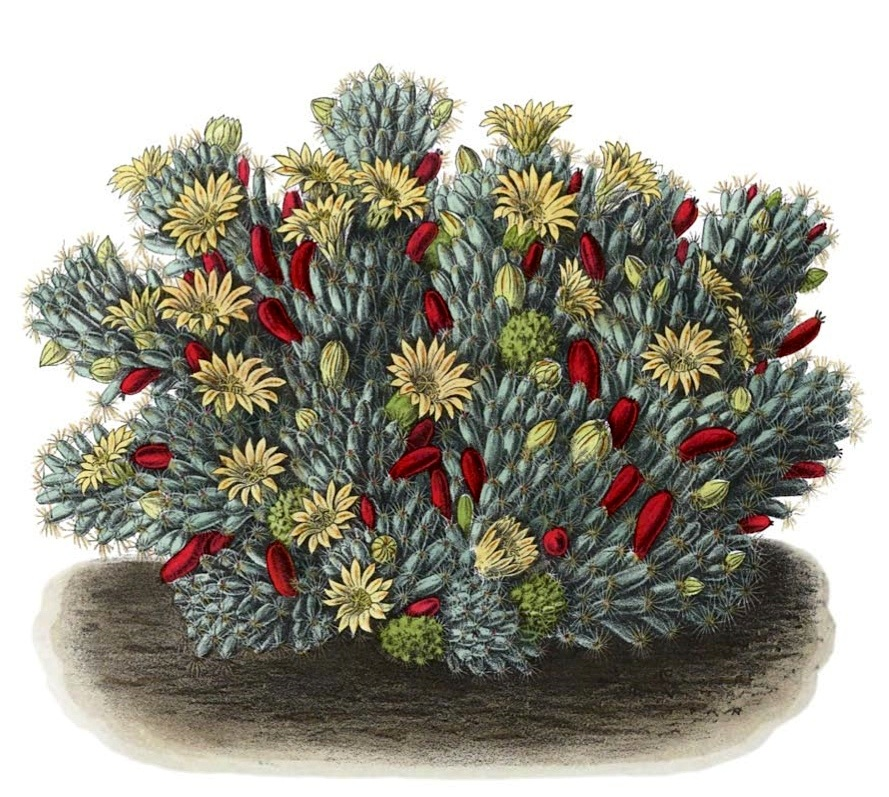
Ботанічна ілюстрація Mammillaria melanocentra у книзі Карла Шумана & Роберта Гюрке «Blühende Kakteen (Iconographia cactacearum) im Auftrage der Deutschen Kakteen-Geselllschaft», 1904 рік

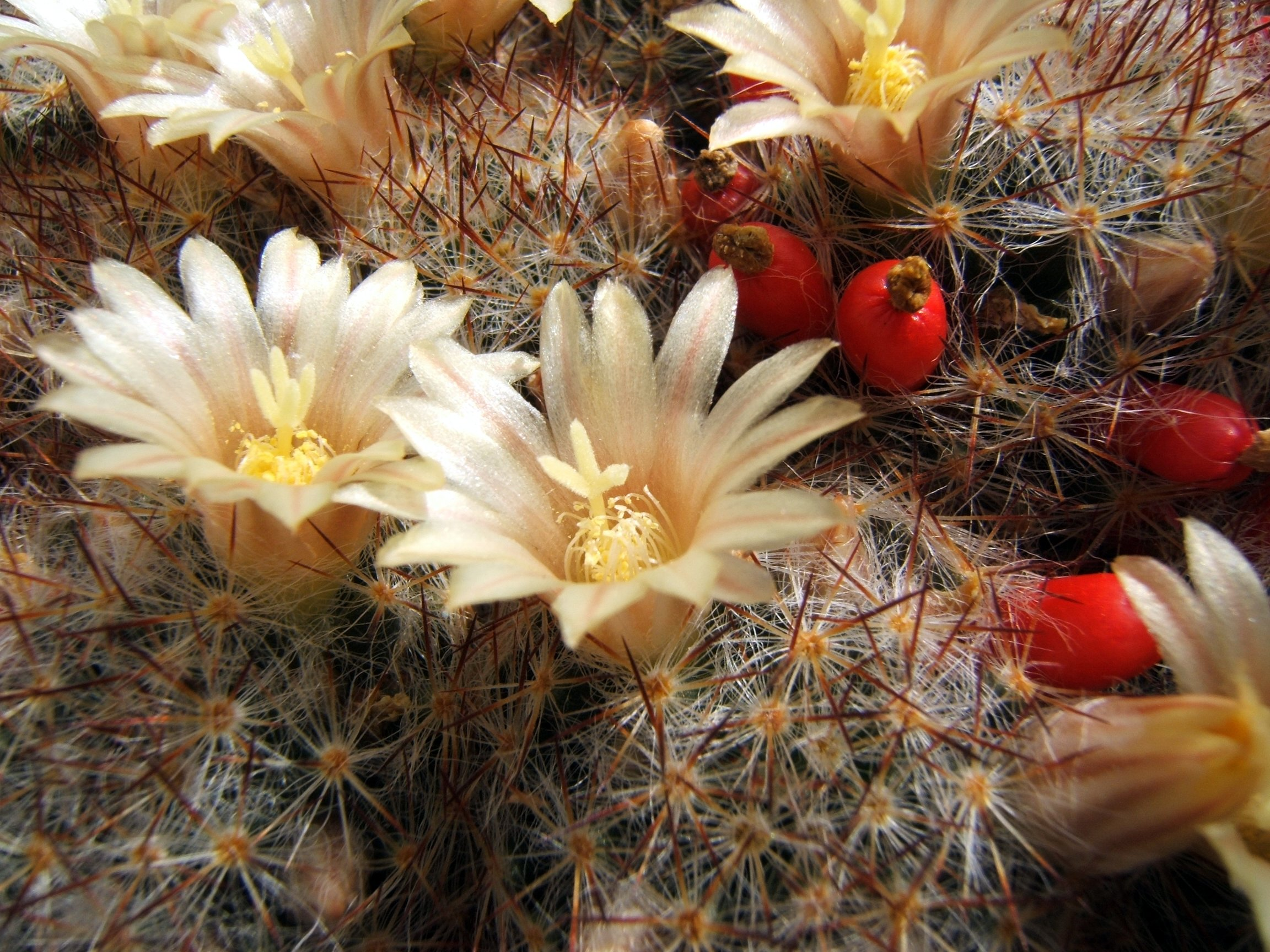
Квіти і плоди Mammillaria prolifera

Вид вперше описаний як Cactus prolifer англійським ботаніком шотландського походження Філіпом Міллером (англ. Philip Miller, 1691—1771) у 1768 році у виданні англ. «The Gardeners Dictionary: eighth edition». У 1812 році англійський ботанік Адріан Гарді Гаворт (англ. Adrian Hardy Haworth, 1768—1833) описав у виданні англ. «Synopsis plantarum succulentarum …» рід Mammillaria і відніс до нього цей вид.

## Етимологія
Видова назва походить від лат. proles («дитина», «потомство») і лат. fero («несу»). Місцеві назви: «вест-індійський кактус-соска», «техаський кактус-соска».

## Ареал і екологія
Ареал Mammillaria prolifera охоплює Мексику (штати Коауїла, Нуево-Леон, Керетаро, Сан-Луїс-Потосі, Ідальго і
Тамауліпас), США (штат Техас), Кубу, Домініканську Республіку і Гаїті. Рослини зростають на висоті від 400 до 2250 метрів над рівнем моря.

## Морфологічний опис
| Орган              | Опис |
| Рослини            | як правило розгалужуються і формують великі групи. |
| Коріння            | |
| Стебло             | від кулеподібно циліндричного до булавоподібного, до 9 см заввишки, 4-7 см в діаметрі.                                                                            |
| Епідерміс          | темно-зелений. |
| Маміли             | циліндрично-конічні, м'які, без молочного соку. |
| Ареоли             | |
| Аксили             | голі, або з декількома довгими, тонкими, білими волосками. |
| Центральні колючки | 5-12, тонкі, голчасті, прямі, покриті волосками, від білих до жовтих або червонуватих, з більш темними кінцями, завдовжки 4-9 мм.                                 |
| Радіальні колючки  | Радіальних 25-40, часто набувають ознак центральних, прямі або викривлені, від білих до жовтих або коричневих, з щетинками схожими на волосся, завдовжки 3-12 мм. |
| Квіти              | кремові або рожево-жовті, 10-18 мм завдовжки. |
| Бутони             | |
| Зовнішні пелюстки  | |
| Внутрішні пелюстки | |
| Тичинки            | |
| Маточка            | |
| Плоди              | від булавоподібних до циліндричних, червоні, до 20 мм завдовжки.                                                                                                  |
| Насіння            | чорне. |

## Різновиди

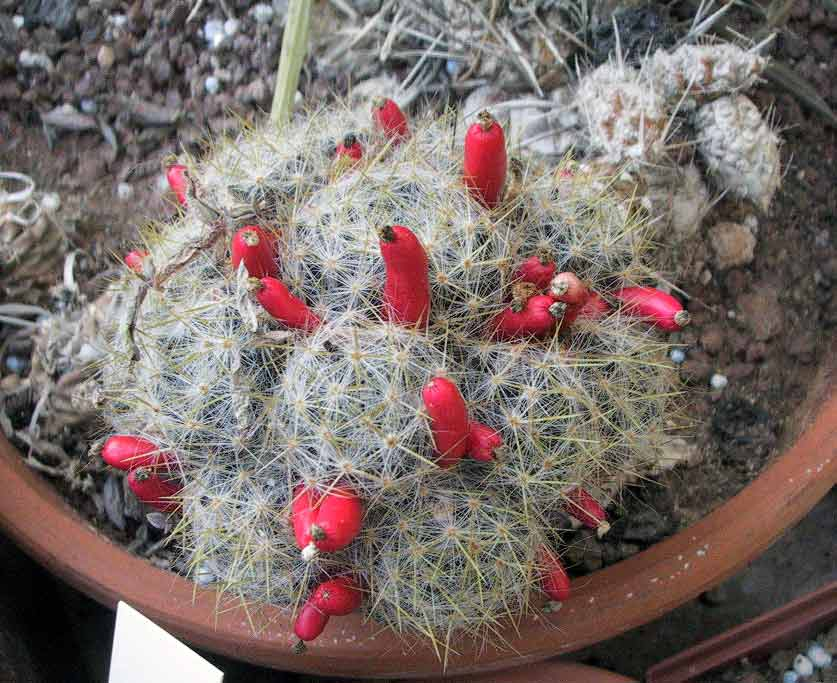
Mammillaria prolifera subsp. haitiensis

Визнано чотири підвиди Mammillaria prolifera: номінаційни підвид — Mammillaria prolifera subsp. prolifera і підвиди: arachnoidea — Mammillaria prolifera subsp. arachnoidea (D.R.Hunt) D.R.Hunt; haitiensis — Mammillaria prolifera subsp. haitiensis  і texana — Mammillaria prolifera subsp. texana (Engelm.) D.R.Hunt.

### Mammillaria prolifera subsp. prolifera
- Стебло 6-7 см в діаметрі.
- Колючки — жовті.
- Ареал зростання — у великих кількостях по всім Карибам.

### Mammillaria prolifera subsp. arachnoidea
- Центральні колючки — тонкі, витончені.
- Квіти — абсолютно вузькі, воронкоподібні.
- Ареал зростання — Мексика (штати Тамауліпас і Ідальго).

### Mammillaria prolifera subsp. haitiensis
- Стебло — до 7 см в діаметрі.
- Більша кількість колючок, які надають рослині більш білуватий зовнішній вигляд.
- Ареал зростання — тільки острів Гаїті.

### Mammillaria prolifera subsp. texana
- Колючки — білі і коричневі.
- Ареал зростання — США (штат Техас), північно-східна Мексика (штати Коауїла, Нуево-Леон, Сан-Луїс-Потосі, і Тамауліпас).

## Чисельність, охоронний статус та заходи по збереженню
Mammillaria prolifera входить до Червоного списку Міжнародного союзу охорони природи видів, з найменшим ризиком (LC).
Mammillaria prolifera вказана у статусі з найменшим ризиком, оскільки вид чисельний і має дуже обширний ареал. Хоча місцями існують загрози для цього кактуса, та вони не достатні, щоб викликати наразі будь-яку стурбованість за вид в цілому. Поточний тренд чисельності рослин стабільний.
Знищення середовища існування через вирубування лісу створює загрозу для виду.
Вид зустрічається в природних заповідниках (Ель-Сьєло) (Тамауліпас) і Гуадалказар (Сан-Луїс-Потосі), Мексика.
Охороняється Конвенцією про міжнародну торгівлю видами дикої фауни і флори, що перебувають під загрозою зникнення (CITES).